# Obwód batumski

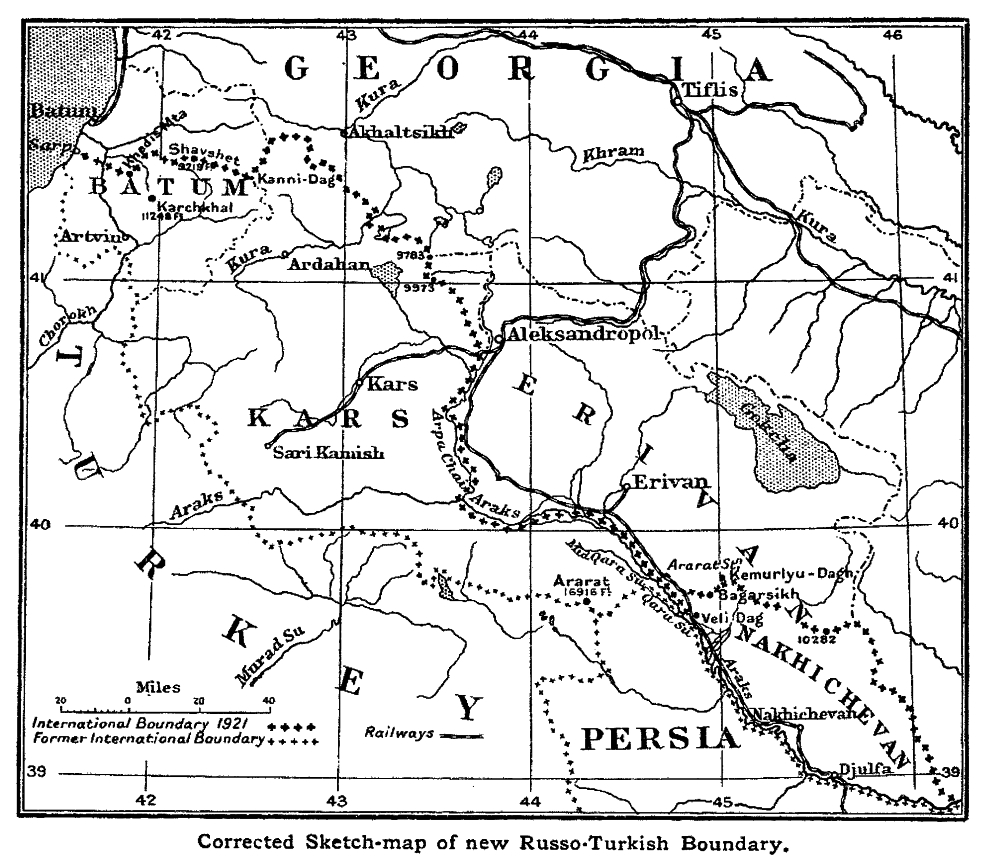
Granica ustalona traktatem w Karsie

Obwód batumski (ros. Батумская область) – jednostka administracyjna Imperium Rosyjskiego na Kaukazie Południowym, utworzona w 1878 na części ziem uzyskanych przez Rosję od Imperium Osmańskiego traktatem w San Stefano i traktatem berlińskim po wojnie rosyjsko-tureckiej. Stolicą obwodu było Batumi. Istniał w latach 1878–1883 i 1903–1918. W latach 1883–1903 w składzie guberni kutaiskiej.
Obwód był położony w zachodniej części Kaukazu Południowego. W okresie istnienia graniczył od północy z gubernią kutaiską, od wschodu z gubernią tyfliską i obwodem karskim, na południu i południowym zachodzie i zachodzie z Imperium Osmańskim (sandżak Lazystan wilajetu Trabzon), na zachodzie przylegał dalej do Morza Czarnego.
Powierzchnia obwodu wynosiła 6952 km² (6109,2 wiorst²). Obwód w początkach XX wieku był podzielony na 2 ujezdy: batumski i artwiński.

## Demografia
Ludność, według spisu powszechnego 1897 – 142 032 osób – Gruzinów, Turków, Ormian, Rosjan, Greków, Kurdów, Żydów, Ukraińców i Polaków. W ujeździe artwińskim zamieszkiwało 56 140 osób, w batumskim – 88 444 osób.

### Ludność w ujezdach według deklarowanego języka ojczystego 1897[1][2]
| Ujezd     | Gruzini | Turcy | Ormianie | Rosjanie | Grecy | Żydzi | Ukraińcy | Polacy | Kurdowie |
| --------- | ------- | ----- | -------- | -------- | ----- | ----- | -------- | ------ | -------- |
| Artwiński | 9,8%    | 73,9% | 13,9%    | …        | …     | 1,6%  | 1,3%     | …      | …        |
| Batumski  | 63,9%   | 3,6%  | 8,1%     | 8,2%     | 5,3%  | 1,2%  | 1,9%     | 1,0%   | 1,9%     |

## Losy terytorium obwodu
Po przewrocie bolszewickim w Rosji i rozpędzeniu Konstytuanty Rosji przez bolszewików, Sejm Zakaukaski proklamował 24 lutego 1918 powstanie Zakaukaskiej Demokratycznej Republiki Federacyjnej w której skład wszedł obwód batumski.
3 marca 1918 w traktacie brzeskim RFSRR zrzekła się na rzecz Imperium Osmańskiego okręgów Kars, Ardahan i Batumi (uzyskanych po wojnie rosyjsko-tureckiej 1878). 15 kwietnia 1918 wojska tureckie bez walki zajęły obwód batumski, wcielając go do Turcji. Zakaukaska Demokratyczna Republika Federacyjna nie uznała tej aneksji.
Po klęsce Turcji w I wojnie światowej i podpisaniu rozejmu w Mudros 16 grudnia 1918 w Batumi wylądowały brytyjskie wojska okupacyjne, zajmując terytorium obwodu. Administracja wojskowa ogłosiła obwód niezależnym państwem. 8 kwietnia 1920 dowództwo wojsk Ententy proklamowało obwód batumski terytorium pod opieką Ligi Narodów, okupowanym przez wojska Wielkiej Brytanii, Francji i Włoch.
14 lipca 1920 dowództwo sił sojuszniczych podjęło decyzję o przekazaniu obwodu Demokratycznej Republice Gruzji, 20 lipca 1920 do Batumi wkroczyły wojska gruzińskie.
Po agresji Armii Czerwonej na Gruzję w lutym 1921 i okupacji większości kraju 12 marca rząd gruziński razem z naczelnym dowództwem armii ewakuował się przez rzekę Rioni. Dzień wcześniej, wobec braku pomocy Ententy (Wielka Brytania od początku uważała obronę Gruzji za pozbawioną szans powodzenia, mienszewicy gruzińscy przystali na propozycję pomocy tureckiej). Miała ona polegać na wkroczeniu Turków do Adżarii i jej obronie przed bolszewikami. W rzeczywistości jednak oddziały tureckie zajęły terytorium obwodu batumskiego, przepuściły sowiecką kawalerię i razem z nią uderzyły na tyły gruzińskich pozycji nad Rioni.
W traktacie moskiewskim (16 marca 1921) zawartym pomiędzy RFSRR a kemalistowską Turcją, ta ostatnia uznała przynależność północnej części obwodu (z Batumi) do Gruzińskiej Socjalistycznej Republiki Radzieckiej, większość terytorium obwodu przypadła Turcji. 18 marca 1921 rząd Demokratycznej Republiki Gruzji opuścił Batumi udając się na emigrację, 19 marca do miasta wkroczyła Armia Czerwona, a wojska tureckie wycofały się na linię graniczną wytyczona w traktacie moskiewskim. Przebieg linii granicznej na terytorium obwodu został potwierdzony traktatem w Karsie 13 października 1921 pomiędzy Turcją a RFSRR, Armeńską Socjalistyczną Republiką Radziecką i Azerbejdżańską Socjalistyczną Republiką Radziecką.
Współcześnie południowa część obwodu należy do Republiki Tureckiej, północna – z Batumi do niepodległej Gruzji, jako autonomiczna Republika Adżarii, granica gruzińsko-turecka przebiega linią wytyczoną w 1921.